# Davy Jones (muzyk)
Davy Jones, właśc. David Thomas Jones (ur. 30 grudnia 1945 w Manchesterze, zm. 29 lutego 2012 w Indiantown, USA) – aktor i piosenkarz angielski.
Już jako nastolatek Jones grał w angielskiej telenoweli Coronation Street, występował też z powodzeniem w musicalu Oliver!, zarówno w Londynie, jak i na Broadwayu. Był za tę rolę nominowany do nagrody Tony.
Jones był członkiem grupy pop-rockowej The Monkees, śpiewał m.in. przebój "Daydream Believer".
Zmarł 29 lutego 2012 roku na atak serca podczas snu.

## Dyskografia
- David Jones (1965)
- The Point (1978)
- Davy Jones Live (1981)
- Hello Davy (Davy Jones Live) (1982)